# La donna eterna (film)
La donna eterna (She) è un film del 1935 diretto da Lansing C. Holden e Irving Pichel.
È il sesto film e il primo lungometraggio sonoro basato sull'omonimo romanzo di H. Rider Haggard del 1887.

## Trama
Un professore di Cambridge e i suoi amici, sulla base di alcuni antichi documenti, organizzano una spedizione nell'Artico alla ricerca di una città perduta dove, da oltre 200 anni, regna una regina, famosa oltre che per la sua bellezza anche per avere il dono dell'immortalità.

## Distribuzione
La pellicola è stata distribuita nelle sale cinematografiche statunitensi a partire dal 12 luglio 1935.